# Arsinoe (miasto w Egipcie)
Arsinoe – miasto w starożytnym Egipcie, dziś Suez, założone przez Ptolemeusza II Filadelfosa i nazwane na cześć jego żony Arsinoe.